# Ibrahim Biçakçiu
Ibrahim Biçakçiu bég (albánul Ibrahim Bey Biçakçiu; nevének ejtése ibɾahim bit͡ʃakt͡ʃiu) vagy Ibrahim Biçaku (1905–1977) albán politikus, 1943-ban három, 1944-ben közel két hónapig Albánia miniszterelnöke.
Biçakçiu már Albánia olasz okkupációja idején is németbarát politikát hirdetett, s bár az olaszok több ízben felkérték kormányalakításra, ő mindannyiszor visszautasította a lehetőséget. Miután Mussolini fasiszta rezsimje megbukott, a megszálló olasz csapatok 1943. szeptember 3-án elhagyták Albániát, s helyüket a németek vették át. A német csapatok szeptember 13-án megalakították az ideiglenes kormányzatot, s vezetésével régi bizalmasukat, Biçakçiut bízták meg. A hamarosan megrendezett, többé-kevésbé szabad választásokat Mehdi Frashëri nyerte meg, s október 24-ei kormányalakításával a Biçakçiu-féle ideiglenes adminisztráció működése megszűnt. 1944-ben egyre nagyobb katonai nyomást gyakoroltak a kommunista partizánok a különféle kormányzatokra, s miután augusztus 29-én Fiqri Dine kormánya lemondott, szeptember 7-én ismét a megszállókhoz lojális Ibrahim Biçakçiu alakíthatott kormányt. Az Enver Hoxha vezette partizánok azonban eddigre már felmorzsolták a fasiszták ellenállását. Szeptember 21-én a Biçakçiu vezette antikommunista erők még kísérletet tettek a nacionalista kormány újjászervezésére, de októberben a mind inkább megszorított német csapatok megkezdték Albánia evakuálását. Miután a kommunisták Beratban október 22-én megalakították ideiglenes kormányukat, október 27-én Biçakçiu is feloszlatta kabinetjét, ezzel megszűnt az utolsó albán kollaboráns kormány.